# 4225 Гобарт
4225 Гобарт (4225 Hobart) — астероїд головного поясу, відкритий 31 січня 1989 року.
Тіссеранів параметр щодо Юпітера — 3,624.